# Igiene personale nell'antica Grecia

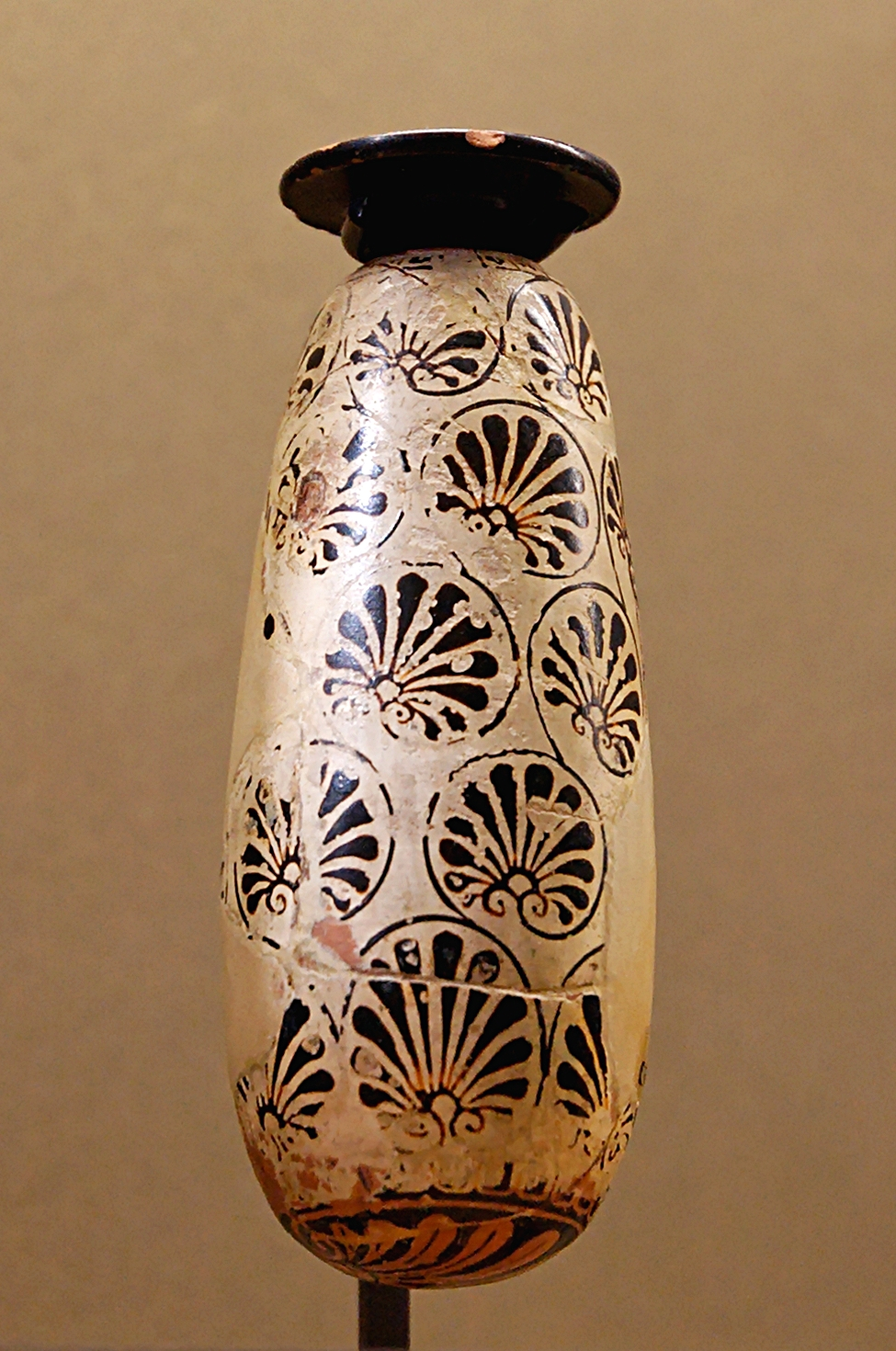
Alabastrom attica a figura nera e fondo bianco, -540

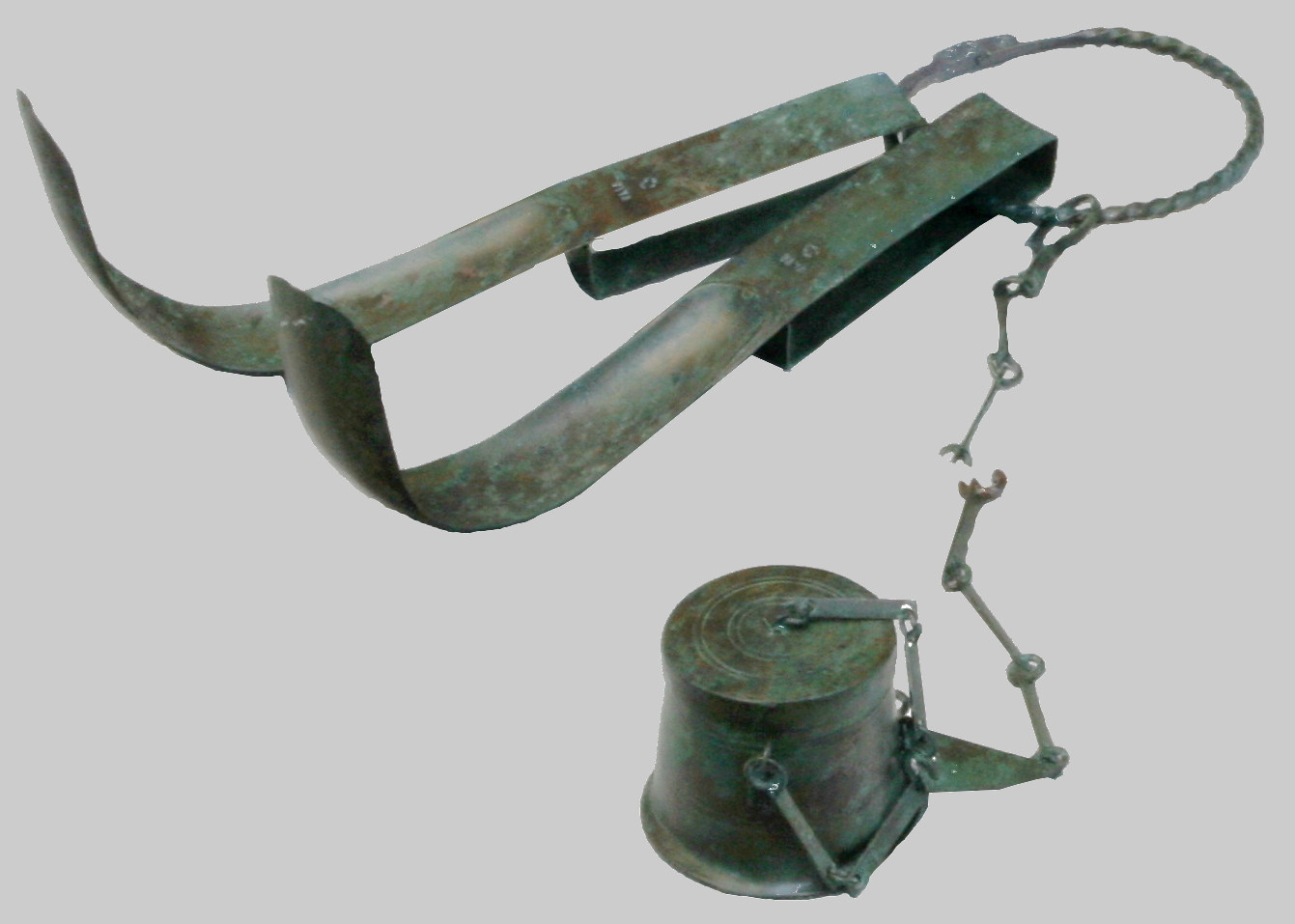
Strigili romani del I secolo a.C.

Anche se si può dire con certezza che l'igiene personale nell'antica Grecia (igiene: dal greco ὑγιεινός sano, salutare) era fondamentalmente basica, è dato certo che gli Elleni furono i primi, con gli Egizi, a darle un ruolo di primo piano, consacrando un vero e proprio culto dell'igiene del corpo e della bellezza plastica.

## Gli antichi greci e l'igiene personale
I Greci vantano un altro grande primato, furono con ogni probabilità il primo popolo ad organizzare un vero e proprio servizio pubblico di raccolta dei rifiuti urbani.
Nella Costituzione degli Ateniesi, Aristotele fissa i compiti di dieci funzionari incaricati di sorvegliare la polis e tra gli altri, avevano il compito di controllare il lavoro degli spazzini, allora detti coprologi, quasi sicuramente schiavi.
Essi erano obbligati a scaricare i rifiuti a non meno di due chilometri dalle mura della città, risolvendo un problema secolare, dato che fino a quel momento si era soliti accatastare i rifiuti lungo le strade delle città.
«Alcuni lavori sono più nobili, ma altri sono più che necessari»: con queste parole Aristotele cercò di restituire dignità ad un lavoro difficile e sporco, che all'epoca era ritenuto più che infamante.
Il periodo in cui il concetto del benessere legato all'attività fisica e soprattutto all'igiene ebbe il massimo fulgore fu con Erodico nel V secolo a.C., con Ippocrate di Coo dal 460 a.C. al 377 a.C., e con Galeno, (131-201).
Erodico, celebre medico e atleta, diede una forte spinta alla diffusione ad uso comune di tutte quelle pratiche terapeutiche e igieniche, fino a quel momento riservate soltanto ad atleti e guerrieri.
Fu così che nell'Ellade nacque il Gymnasium, destinato alla promozione dell'igiene, della salute e del benessere del popolo greco.
Più tardi i Romani, influenzati dai Greci appena annessi all'Impero, importarono e trasferirono a Roma tutte quelle pratiche destinate all'igiene e al benessere del corpo, come bagni, massaggi agli oli e ginnastica.
Ippocrate, padre della medicina, fu autore di 87 trattati, di cui molti incentrati sulla questione dell'igiene del corpo, esaltando la pratica dei bagni e dei massaggi.
Galeno invece, nacque cinque secoli più tardi a Pergamo, ricca città dell'Asia Minore, famosa per la sua biblioteca contenente oltre 50 000 volumi e per la sua esimia accademia medica.
Egli iniziò a studiare medicina all'età di 16 anni, specializzandosi nel campo dell'igiene; in un suo trattato detta le regole della salute: curare l'igiene del corpo, dormire e mangiare in maniera adeguata, respirare aria fresca e dominare l'emotività dell'animo.

## Cosmesi, oli e profumi
Sappiamo per certo, che gli antichi Greci non conoscevano il sapone, anche se ereditarono dagli Egizi l'uso di una miscela di cenere e argilla che a contatto con l'acqua, diveniva schiumosa.
Uomini e donne dell'epoca, passavano gran parte della propria vita al gymnasium e ai bagni pubblici e dopo le abluzioni erano soliti massaggiare il corpo con olio d'oliva, di rose, di nardo, all'iris, alla maggiorana e alle mandorle amare.
Ad Atene era famoso il crocinum e il susinon, olio a base di rosa, mirra e cannella.
I Greci appresero il piacere dell'ultilizzo di oli profumati per l'igiene personale dai popoli asiatici, dai quali inizialmente importarono i suddetti prodotti. Gli oli, erano conservati in un apposito contenitore, l'alabastron, un vaso in terracotta dal corpo stretto e prolungato che ricorda nella forma un'anfora.
È stato calcolato che all'epoca, la quantità di olio consumata in media per ogni cittadino all'anno era di oltre cinquanta litri, di cui solo venti per condire gli alimenti e la restante quantità per l'igiene personale.
Anche i soldati si avvicinarono all'uso degli oli e dei profumi, per nascondere i cattivi odori della pelle, finendo praticamente per cospargersi degli stessi in ogni momento della giornata.
Oltre all'olio, che veniva usato come sapone, lozione ed emolliente, sia per l'igiene della pelle, sia per quello dei capelli, i greci utilizzavano anche altri metodi per eliminare le impurità della cute: latte, bicarbonato di sodio, impacchi di quark e miscugli di sabbia e orzo che poi asportavano con una particolare paletta ricurva, lo strigile.
Molto popolare era l'utilizzo del profumo, dal latino per fumum, che significa attraverso il fumo e fin dall'epoca cretomicenea i Greci erano certi che a produrli fossero gli dei stessi. Per questo il profumo era utilizzato oltre che per l'igiene e per l'esercitazione del culto, anche durante tutti gli avvenimenti più importanti della vita: nascita, matrimonio e morte infatti erano sempre accompagnati da fumigazioni e unzioni.
Esempi di profumi nazionali esportati in tutto il bacino del Mediterraneo erano il già citato susinon, e il kipros, a base di menta e bergamotto.
Per quanto riguarda le donne, dopo il bagno, oltre ad utilizzare i prodotti precedentemente menzionati, facevano uso di creme per il viso a base di biacca di Rodi, di focus e porpurissum per dar colore al viso e di fuligo per scurire ciglia e sopracciglia; sappiamo poi da Aristofane che per questioni igieniche erano solite depilarsi il pube.

## Abbigliamento e biancheria intima
I Greci non facevano un utilizzo rilevante di biancheria intima, il che riduceva drasticamente l'igiene personale, l'unica certezza è l'utilizzo del reggiseno da parte della donna, che consisteva in una fascia, chiamata tainìa o mìtra, probabilmente la diversità di forma o di larghezza possono aver reso più opportuno l'uso dell'uno o dell'altro vocabolo.
Anche l'abbigliamento era molto semplice e non veniva cambiato molto spesso a differenza delle abitudini moderne.
Gli abiti consistevano in larghe tuniche e mantelli fatti di lana o lino a seconda della stagione, tinti con colori brillanti o bianco candido e fabbricati dalle donne di casa o dalle schiave, oppure acquistatì all'agorà.

## Malattie, alimentazione e igiene orale
Nonostante i vari accorgimenti, le condizioni igieniche delle città e delle campagne erano decisamente più basse di quelle attuali, ed erano quindi frequenti malattie ai reni e alla gola, tubercolosi, malaria, asma, polmonite, epatite, ulcere e infezioni alimentari.
Sicuramente poco rilevante era invece il numero di casi di diabete, infarto, cancro e malattie cardio-vascolari, grazie alle abitudini alimentari sobrie degli Ellenici.
La loro dieta, infatti, era basata su pane, formaggio, latte, verdura, vino, pesce, molluschi marini, olio e uova, e solo ai più ricchi era destinato un consumo elevato di frutta e carne, quest'ultima mangiata principalmente in occasione dei riti religiosi.
Una curiosa usanza greca era quella di far lavare agli schiavi i piedi degli ospiti durante i banchetti in segno di ospitalità.
Molto sentita era anche la questione dell'igiene orale, l'esigenza di denti protetti era nota e per sfoggiare un sorriso fresco si faceva uso di un impasto di sale, miele e rosmarino.
Per curare le carie, invece, si procedeva con risciacqui tenendo in bocca oppio, pepe e alcune erbe medicamentose essiccate, mentre nei casi più gravi e quando l'odontalgia era molto violenta, si procedeva con l'avulsione dell'elemento cariato.
Da diverse fonti inoltre, si può dedurre che i Greci facevano largo uso in ogni campo delle proprietà disinfettanti dell'argento.

### Fonti primarie
- Aristotele, La costituzione degli Ateniesi, BUR - Biblioteca Universale Rizzoli, 1999.
- Ippocrate, Corpus Hippocraticum, V-IV secolo a.C..

### Fonti secondarie
- Claude Orrieux e Pauline Schmitt-Pantel, Storia greca, Bologna, Il Mulino, 2004.
- Michel Austin e Pierre Vidal-Naquet, Economie e società nella Grecia antica, Torino, Boringhieri, 1982.
- Pierre Lévêque, Il mondo Ellenico, Roma, Editori Riuniti, 1980.